# دوري آسيا لهوكي الجليد

دوري آسيا لهوكي الجليد هو دوري هوكي الجليد في شمال وشرق آسيا. تأسس الدوري في 2003م. يتكون الدوري حالياً من 7 فرق 5 منهم من اليابان وواحد من كوريا الجنوبية والأخر من روسيا.